# Josep Zaragoza i Vilanova
Bernat Josep Zaragoza i Vilanova o Bernat Josep Saragossà i Vilanova (Alcalà de Xivert, País Valencià, 5 de maig de 1627 – Madrid, Espanya, 14 d'abril de 1679), fou un matemàtic i astrònom valencià.

## Biografia
Inicia els seus estudis en un seminari de València i, posteriorment, entra en la Universitat de València, on tragué el grau de Doctor de Filosofia. Una volta acabats els estudis, i pel seu coneixement en matemàtiques, la ciutat de València i la seva Universitat li oferiren una càtedra de Matemàtiques, que no accepta per preferir la càtedra de Teologia.
En 1651 ingressa en la Companyia de Jesús i feu el noviciat a Osca. A l'any següent ja era professor de Retòrica del col·legi jesuïta de Calataiud. Després és enviat a Mallorca, a Barcelona, on ensenya Arts i Teologia, i a València, on ensenya Matemàtiques en el Col·legi Sant Pau, i té com a deixeble al Virrei, a Diego Felipe de Guzmán, Marquès de Leganés.
Estant a València és nomenat prefecte de les Conferències de Teologia Moral i qualificador del Tribunal de la Inquisició, i és en aquesta ciutat on edita ells seus primers llibres.
Per sol·licitud del Marquès de Leganés, l'any 1670 és traslladat a Madrid, on li ofereixen la càtedra de Matemàtiques en los Reales Estudios del Colegio Imperial, on es mantingué com a professor fins a la seva mort. Fou professor del futur Carles II. En aquests anys participa en l'estudi d'assumptes relacionats amb mines.

## Aportacions
En matemàtiques, tot i desconèixer la geometria analítica de Descartes i el càlcul diferencial, fonaments matemàtics a la seva època, aporta una senzilla resolució de l'arrel cúbica, sistematitza en forma pedagògica no superada, els Elements d'Euclides, investiga amb mètode geomètric els problemes de centres de gravetat i, s'introdueix en la demostració de propietats matemàtiques dels moments d'inèrcia, en el teorema de Ceva i en les coordenades baricèntriques.
Era més un astrònom pràctic que teòric. Des de 1660, almenys, feia observacions amb una lent fabricada per ell mateix, i es va convertir en un bon constructor d'instruments i aparells científics. Fou partidari de la fonamentació empírica, on les seves hipòtesis les justifica amb dades d'observació astronòmica.
Al terreny musical, trevallà junt amb Félix Falcó de Belaochaga en l'ús de logaritmes per a calcular amb exactitud la divisió de l'octava en 12, 19, 31 i 56 intervals iguals, buscant l'aplicació en instruments com l'arciorgano i l'arcicembalo.

## Obres

### Matemàtiques
- Arithmética universal que comprehende el Arte menor y maior, Álgebra vulgar y especiosa.[2]
- Geometría especulativa y práctica de los planos y sólidos.[3]
- Canon Trigonometricus.[4]
- Tabula logarithmica.[5]
- Trigonometría española: resolución de los triangulos planos y esféricos, fábrica y uso de los senos y logaritmos.[6]
- Geometria magna en minimis in tres partes divisa: pars I. De minimis in communi;[7] pars II. De minimis in plano;[8] pars III. De minimis in solido.[9]
- Fábrica y uso de varios instrumentos mathemáticos.[10]

### Astronomia
- Esphera en común, celeste y terráquea.[11]